# .17 HM2
.17 ホーナディ・マッハ2、又は .17 HM2は弾薬製造企業であるホーナディ社が、2002年発売の.17 HMR弾の成功を受けて2014年に発売したリムファイア弾。.17 HM2は.22ロングライフル弾の「スティンガー」薬莢を基に、.17口径 (4.5 mm)にネックダウンし、一般的な.22ロングライフル弾の半分以下の重量の弾丸を使用する。

## 性能
弾丸の重量により、リムファイア弾の中でも突出した弾速を誇る。一般的な.22ロングライフル弾の弾丸重量が30～40グレイン(1.94～2.59g)なのに対して、本弾はわずが17グレイン(1.10g)。地理的位置や環境にもよるが「マッハ2」という名に恥じぬ弾速を誇り、銃口初速は2,100 ft/s (640 m/s)。一般的な.22ロングライフル弾の倍近くの弾速で、有効射程である175ヤード(160m)まで非常に直線的な弾道を描く。

## 小銃での使用

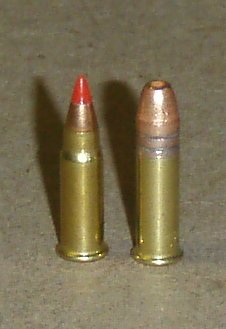
Left: .17HM2, right: .22 LR

.17 HM2は.22ロングライフル弾をベースに開発されているため、バレルの交換だけで22口径のボルトアクション銃に対応可能。一般的にブローバック機構は圧力の変化に敏感であるため、セミオートの銃器で圧力の違う銃弾に対応させることは困難である。高圧に対応するために、ルガー 10/22やAR-15向けキットが登場し、ボルトやボルトハンドルの重量を増加させている。

## 参照
- 拳銃弾一覧
- ライフル実包の一覧
- Table of handgun and rifle cartridges
- 4 mm caliber
- .17 Rimfire